# Dhoraso Moreo Klas
Dhoraso Moreo Klas (Amsterdam, 30 januari 2001) is een Nederlands voetballer die als middenvelder voor ADO Den Haag speelt.

## Carrière
Dhoraso Moreo Klas speelde vanaf 2017 in de jeugd van FC Den Bosch, waar hij in 2018 een lichting mocht overslaan en elke dag met het openbaar vervoer van Amsterdam naar Den Bosch reisde om aan te sluiten bij Jong FC Den Bosch. In de zomer van 2020 werd Klas overgeheveld naar het eerste elftal. Hij debuteerde voor FC Den Bosch in de Eerste divisie op 6 september 2020, in de met 2-1 gewonnen thuiswedstrijd tegen FC Dordrecht. Hij kwam in de 78e minuut in het veld voor Jizz Hornkamp. Op 22 september 2020 maakte hij in de thuiswedstrijd tegen MVV, als basisspeler, zijn eerste doelpunt in het betaald voetbal. Op 13 april 2021 werd Klas weggestuurd bij FC Den Bosch vanwege het niet nakomen van mondelinge afspraken omtrent een contract. Later tekende hij voor drie seizoenen bij ADO Den Haag. in 2024 tekende Klas bij het Belgische KMSK Deinze.

### Statistieken
| Seizoen                         | Club           | Land           | Competitie     | Competitie | Competitie | Beker | Beker | Totaal | Totaal |
| Seizoen                         | Club           | Land           | Competitie     | Wed.       | Dlp.       | Wed.  | Dlp.  | Wed.   | Dlp.   |
| ------------------------------- | -------------- | -------------- | -------------- | ---------- | ---------- | ----- | ----- | ------ | ------ |
| 2020/21                         | FC Den Bosch   | Nederland      | Eerste divisie | 27         | 2          | 1     | 0     | 28     | 2      |
| Carrièretotaal                  | Carrièretotaal | Carrièretotaal | Carrièretotaal | 27         | 2          | 1     | 0     | 28     | 2      |
| Bijgewerkt op 20 september 2021 |                |                |                |            |            |       |       |        |        |